# Trypanocentra gressitti
Trypanocentra gressitti är en tvåvingeart som beskrevs av Hardy 1986. Trypanocentra gressitti ingår i släktet Trypanocentra och familjen borrflugor. Inga underarter finns listade i Catalogue of Life.